# Koreográfia
A koreográfia eredetileg a táncok lejegyzésére használatos jelrendszer, ma azonban magát a mozdulatsort, a táncművet, illetve a leíratlan tánckompozíciót értjük rajta.
A koreográfiát számos területen használják, beleértve a balettot, az operát, a zenés színházat, a filmművészetet, a divatbemutatókat, a menetelő zenekart, a korcsolyázást, a szinkronúszást és animációs művészetet. Az előadóművészetben a koreográfia az emberi mozgásra vonatkozik. A táncban tánc-koreográfia vagy tánckompozíció néven is ismert.

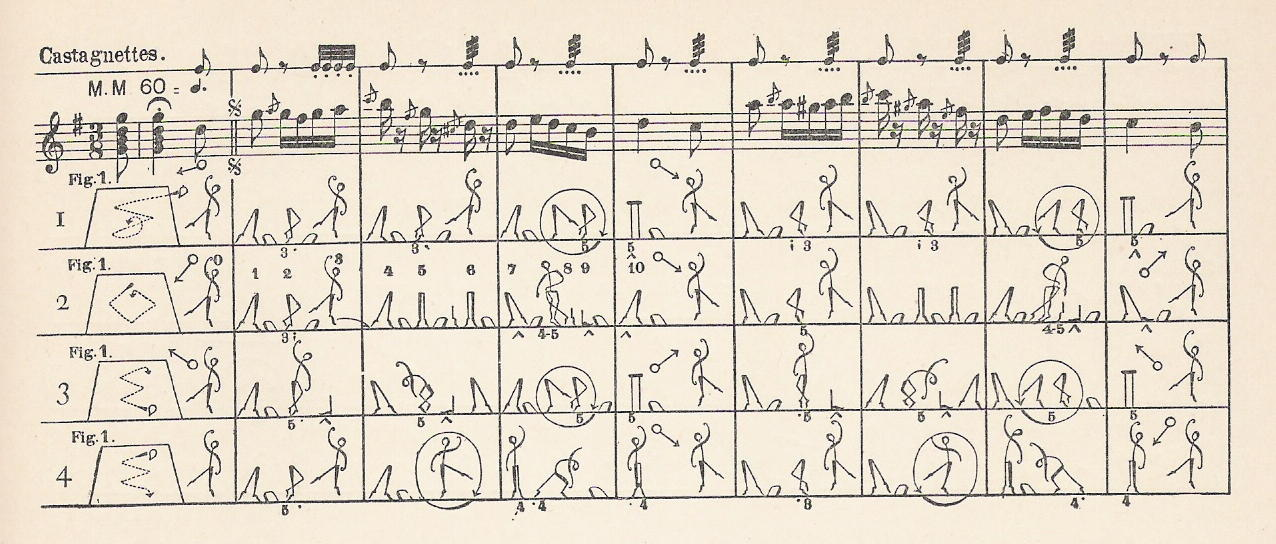
Koreográfia a spanyol cachucha tánchoz

## Etimológia
Összetett szó, az ógörög χορεία / khoreia ( „tánc, táncolni”) és a γραφή ( „ír, írás”) szavakból.